# Taake (musikalbum)
Taake är det fjärde fullängds studioalbumet av det norska black metal-bandet Taake. Albumet utgavs 2008 av skivbolaget Svartekunst Produksjoner.

## Låtförteckning
1. "Atternatt" – 6:48
2. "Umenneske" – 8:16
3. "Lukt til helvete" – 5:05
4. "Doedsjarl" – 5:26
5. "Motpol" – 5:12
6. "September omsider" – 5:12
7. "Velg bort livet" – 10:27

Text och musik: Hoest

## Medverkande
Musiker (Taake-medlemmar)
- Hoest (Ørjan Stedjeberg) – sång, sologitarr, rytmgitarr, basgitarr, trummor

Produktion
- Hoest – producent, ljudtekniker
- Bjørnar Nilsen – ljudtekniker
- H'grimnir (Tom Korsvold) – omslagsdesign, omslagskonst